# 군산 지장암 소조관음보살좌상
군산 지장암 소조관음보살좌상(群山 地藏庵 塑造觀音菩薩坐像)은 대한민국 전북특별자치도 군산시 개정면, 지장암에 있는 조선시대의 불상이다. 2014년 1월 3일 전라북도 문화재자료 제191호로 지정되었다.

## 개요
지장암은 군산시 개정면 아산리 고봉산의 8부 능선에 서남향으로 자리하는 태고종 사찰로서, 절의 창건에 대한 오래된 기록이나 유물·유적 등은 전해지지 않고 있다.
현재 지장암 법당에 모셔진 소조관음보살좌상은 복장유물의 유실로 정확한 내용은 살펴볼 수는 없지만, 자애로움이 충만한 자비로운 얼굴 표정과 온화한 느낌이 강하여 예술성이 뛰어남은 물론, 결가부좌한 양쪽 무릎이 안정감있게 조성되어 있는 등 조형적인 면에서도 탁월하다.
또한, 자연스러운 옷 주름 표현과 얼굴의 표현방식 등 전북지역에서 보기 드문 불상이며, 현재 작례가 많지 않은 소조보살상이라는 점과 19세기 후반으로 추정되는 새로운 불상양식을 반영한 작품으로서 가치가 있다.

## 참고 자료
- 군산 지장암 소조관음보살좌상 - 국가유산청 국가유산포털